# Mar-a-Lago
Mar-a-Lago és una residència i una fita històrica nacional nord-americana situada a Palm Beach, Florida, Estats Units. La vila va ser construïda de 1924 a 1927 a petició de Marjorie Merriweather Post. El 1985 va ser comprada per Donald Trump, que el 2017 es va convertir en el 45è president dels Estats Units.
El complex de 126 habitacions i 10 000 m² també conté el Mar-a-Lago Club, un club exclusiu amb habitacions de convidats, un spa, entre altres comoditats. La família Trump manté el seu habitatge privat en una àrea tancada de la casa i els jardins.

## Història

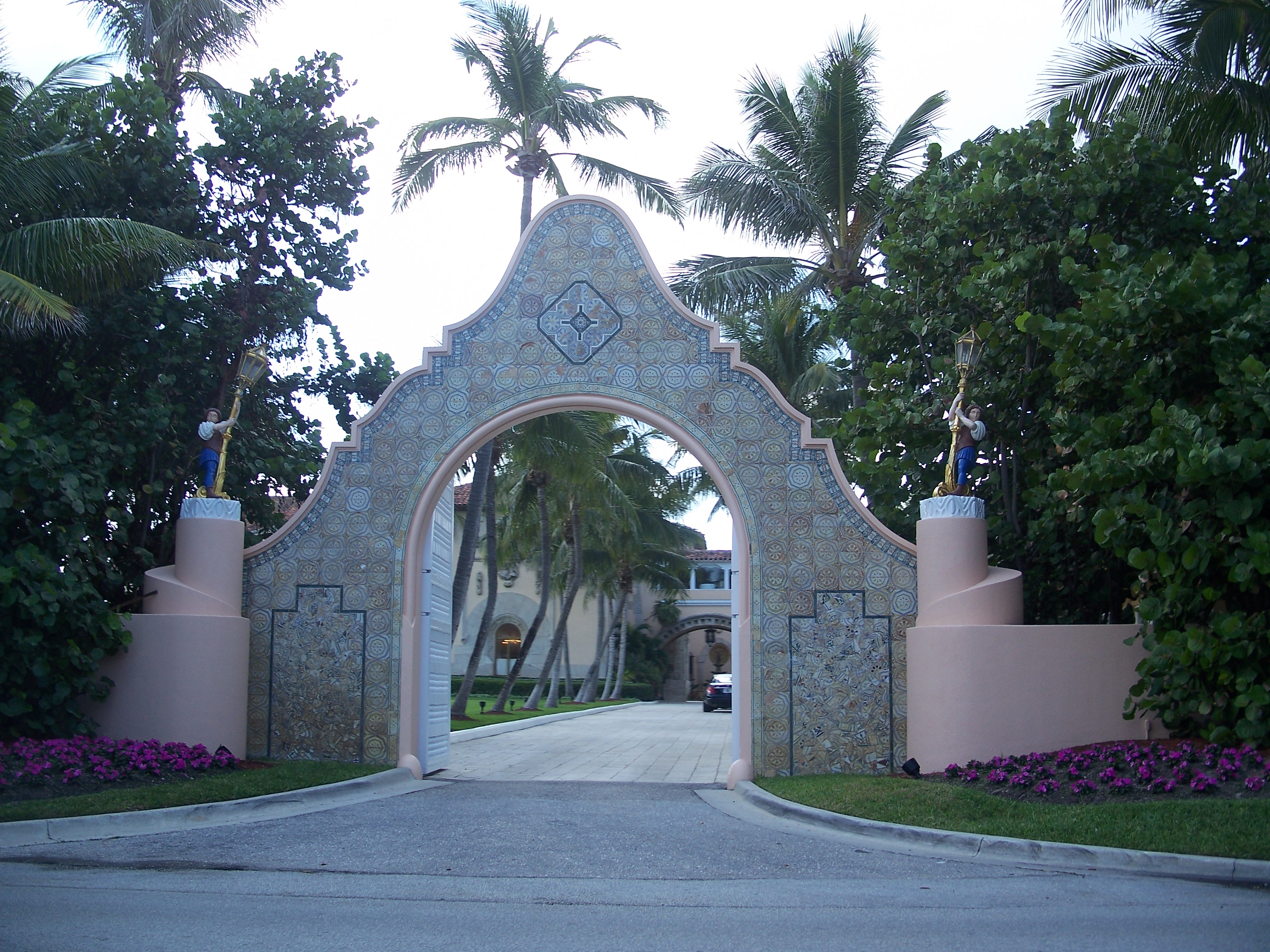
Entrada a la propietat el 2010.

L'empresària Marjorie Merriweather Post va construir la mansió amb el seu marit Edward F. Hutton. Aquest últim va contractar Marion Sims Wyeth (en) com a arquitecte i Joseph Urban per a la decoració interior i exterior. Wyeth va ser responsable dels fonaments, Urban de l'edifici i les seves decoracions. El nom de la propietat, Mar-a-Lago, és espanyol per " del mar al llac »
Va ser construït en estil arquitectònic espanyol entre 1924 i 1927. Post va concebre la casa com un futur lloc de descans hivernal per als presidents dels Estats Units i altres dignataris estrangers. Després de la seva mort, el 1973, va ser llegada a la nació. Tot i això, els successius presidents van declinar utilitzar la mansió, per la qual cosa va ser retornada als béns arrels de Post el 1980.

## Descripció

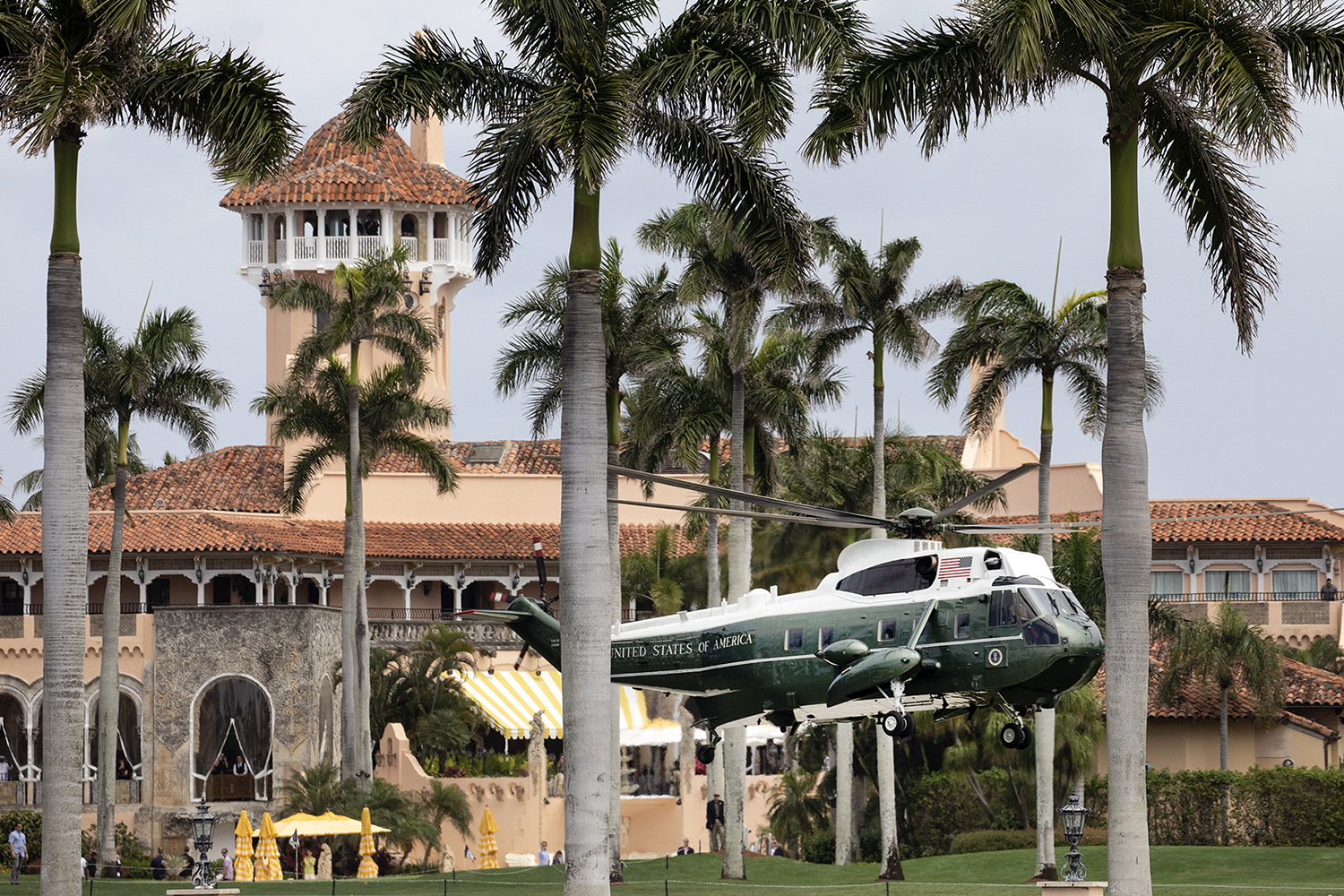
L'helicòpter presidencial Marine One a Mar-a-Lago.

La casa de 126 habitacions repartides en prop de 10.000 2 inclou el “ Club Mar-a-Lago ”, un club privat amb habitacions tipus hotel, spa i altres comoditats. La família Trump, per la seva banda, disposa d'apartaments privats en una zona separada de l'edifici principal, d'estil hispano-morisc.
L'estructura de l'edifici està adossada amb formigó armat a l'escull de corall que travessa el braç de terra en aquesta ubicació. Una torre de cinc pisos ocupa el centre de l'estructura. Un túnel (que passa per sota de la carretera propera) connecta el jardí de la casa amb una ampliació amb piscina i accés a la platja situada a la costa atlàntica.
Al llarg del seu primer mandat com a president dels Estats Units del 2017 al 2021, Donald Trump va fer de Mar-a-Lago la seva residència d'hivern no oficial (tres setmanes per any com a màxim). Cadascuna de les seves estades es va facturar a l'estat federal, incloent també els costos per a la seva seguretat i els que l'envolten. Després de la seva derrota, es va refugiar a Mar-a-Lago, on continua exercint una forta influència sobre el Partit Republicà, alguns càrrecs electes i futurs candidats vénen a buscar el seu suport, sobretot econòmic.

## Club
L'activitat principal de la finca és el seu club privat, que funciona com un hotel de luxe del qual cal ser soci per accedir-hi. També es lloguen alguns llocs patrimonials per a esdeveniments privats. La subscripció al Club Mar-a-Lago és de 100.000 $. Les quotes d'entrada van augmentar a 200.000 $ el gener de 2017 després de l'elecció de Donald Trump com a president, sense incloure la quota anual de 14.000 $. Els convidats paguen fins a 2.000 $ per nit. Segons els formularis de divulgació financera presentats per Donald Trump, el Club Mar-a-Lago va obtenir gairebé 30 milions de dòlars en ingressos durant el període de juny de 2015 a maig 2016. El club compta amb prop de 500 socis i admet de vint a quaranta nous socis a l'any.